# 片上伸
片上伸（1884年2月20日—1928年3月5日）是一位日本作家、俄語文學家與文藝評論家，出生於日本愛媛縣今治市。